# Cyanoptila cyanomelana
El papamoscas azul (Cyanoptila cyanomelana) es una especie de ave paseriforme de la familia Muscicapidae propia del este de Asia. 

## Distribución

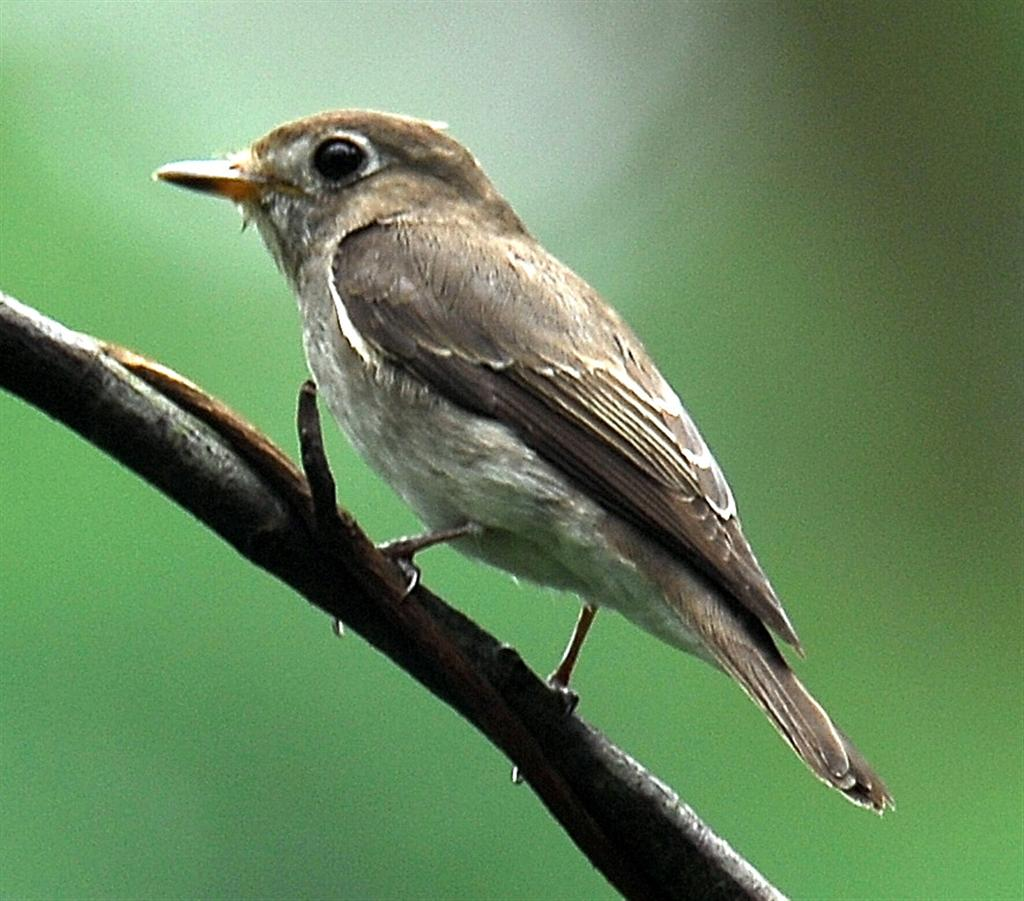
Hembra.

Es un pájaro migratorio que cría en el este de Asia: Japón, Corea, el extremo nororiental de China y el sureste de Rusia. Pasa los inviernos en el sudeste asiático, en Indochina, Hainan, la península malaya y el archipiélago malayo.